# Karl Asmund Rudolphi
Israel Karl (ou Carl) Asmund (ou Asmunt ou Asmus) Rudolphi (Estocolmo, 14 de julho de 1771 – Berlim, 29 de novembro de 1832) foi um naturalista alemão nascido na Suécia, que é considerado o "pai da helmintologia".

## Vida
Rudolphi nasceu em Estocolmo, filho de pais alemães. Ele recebeu seu PhD em 1793 e seu doutorado em medicina em 1794 pela University of Greifswald, onde foi nomeado Professor de Anatomia. Ele trabalhou amplamente nos campos da botânica, zoologia, anatomia e fisiologia. Ele investigou a anatomia dos nervos, realizou estudos sobre o crescimento das plantas e foi um dos primeiros defensores da visão de que a célula é a unidade estrutural básica das plantas. Em 1804, Karl Rudolphi, junto com J.H.F. Link receberam o prêmio por "resolver o problema da natureza das células" pela Königliche Societät der Wissenschaft (Royal Society of Science), de Göttingen, por provar que as células tinham paredes independentes em vez de paredes comuns.
Sua primeira grande publicação foi um estudo de vermes parasitas, o Enterozoorum Sive Vermium Intestinalium Historia Naturalis. Esta é a primeira publicação a descrever o Nematoda. O segundo, a "Synopsis cui accedunt mantissima duplex et indices locupletissima" foi o primeiro trabalho a detalhar o ciclo de vida de importantes nematóides parasitas de humanos, como Ascaris lumbricoides.
Em 1810, foi nomeado professor de anatomia e fisiologia na Universidade de Berlim, cargo que ocupou até sua morte. Ele serviu por dois mandatos como reitor da Universidade e fundou o | Museu Zootômico de Berlim (mais tarde o Museum für Naturkunde). Em 1816, foi eleito membro estrangeiro da Real Academia Sueca de Ciências.
Em 1821, Rudolphi publicou sua "Grundriss der Physiologie", onde argumentou que o gênero humano deveria ser dividido em espécies, não em raças. Seu trabalho, portanto, é anterior ao racismo "científico" do período nazista nos países alemães e escandinavos.
Rudolphi morreu em Berlim em 1832 e foi sucedido em seu cargo na Universidade de Berlim por seu maior aluno, Johannes Peter Müller. Rudolphi é lembrado em vários nomes de espécies, como a baleia-sei, conhecida na literatura mais antiga como "Rudolphi's Whale" (Turner 1882) ou "Rudolphi's rorqual" (por exemplo, Cocks 1886; Collett 1886; Haldane 1906, 1909; Thompson 1919). Ele também é homenageado pela Sociedade Alemã de Parasitologia, que concedeu a Medalha Rudolphi de excelência científica.

## Obras
- Beobachtungen über die Eingeweidewürmer. In: Archiv für Zoologie und Zootomie, 2, 1801, p. 1–65, ub.uni-frankfurt.de
- Neue Beobachtungen über die Eingeweidewürmer. In: Archiv für Zoologie und Zootomie, 3, 1803, p. 1–32, ub.uni-frankfurt.de
- Bemerkungen Aus Dem Gebiet Der Naturgeschichte, Medicin Und Thierarzneykunde: Auf Einer Reise Durch Einen Theil Von Deutschland, Holland Und Frankreich Gesammelt. In der Realschulbuchhandlung, Berlim 1804
- Entozoorum sive vermium intestinalium historia naturalis (Amsterdam 1808–10, 3 Volumes), wovon die Synopsis entozoorum (Berlim 1819) ein Auszug ist
- Grundriß der Physiologie (Berlin 1821–1828, 3 Volumes; inacabado)
- Anatomie der Pflanzen (Berlim 1807)
- Beiträge zur Anthropologie und allgemeinen Naturgeschichte (Berlim 1812)

### Editor
- com Paul Scheel und Christoph Heinrich Pfaff: Nordisches Archiv für Natur- und Arzneywissenschaft und Chirurgie (1799–1805)
- com Carl Friedrich von Gräfe, Christoph Wilhelm Hufeland, Heinrich Friedrich Link und Eduard von Siebold: Encyclopädisches Wörterbuch der Medicinischen Wissenschaften. 12 Volumes, J. W. Boike, Berlim 1828–1834.